# ČSD T 466.2 sorozat
A ČSD T 466.2 sorozat egy csehszlovák Bo'Bo' tengelyelrendezésű dízelmozdony-sorozat volt. 1977 és 1986 között összesen 453 db-ot gyártott a ČKD a ČSD részére. Csehszlovákia felbomlása után a sorozat a ČD-hez, mint ČD 742 sorozat és a ŽSSK-hoz, mint ŽSSK 742 sorozat került.
A ČSD T 466.3 sorozat a ČSD T 466.2 sorozat fogaskerekű üzemre is alkalmas változata. Ezek a mozdonyok később a ČD 743 sorozatba és a ŽSSK 743 sorozatba kerültek.